# 兼城 (糸満市)
兼城（かねぐすく）は沖縄県糸満市の地名。郵便番号901-0303。糸満市内に位置し、糸満（上之平区・川尻地域）、西川町、西崎（西崎1丁目・西崎6丁目・西崎町2丁目）、潮平、座波、照屋と隣接する。兼城の集落は丘陵地帯の東部と旧沿岸地帯の西部に分かれており、東部は古くからの集落と兼城ハイツ、西部は大川地区と川尻地区にさらに分かれる。大型スーパー近くの兼城交差点は糸満ロータリーと並ぶ市内の交通の要衝であり、周辺の市町よりも設置が遅かった市内で唯一の歩道橋もこの交差点にある。

## 歴史
1961年に当時の糸満町が現在の市域に拡大合併するまで兼城村に属しており（村名と同じだが村役所はここではなく内陸で隣の座波におかれていた）、村内でもっとも西に位置し海に面していた。1970年代まで当時の国道331号から西側は海だったが、復帰前からの市の大規模な埋め立て事業（西川町・西崎）ですべて埋め立てられた。元々は丘陵地帯である東部のみ住宅が集中し、沿岸部だった西部には製糖工場があったくらいで住宅は少なかったが、本土復帰後に製糖工場の北側に浜川団地が建設されたほか、1980年代からは東部に新たな住宅街、西部に住宅とスーパーなどが建設された。そして製糖工場が1990年代に閉鎖され2000年に跡地に大型ショッピングモールが建設されると西崎と並ぶ市内の商業の中心へと発展していった。
なお、当地域内の国道331号は2017年に沖縄西海岸道路糸満道路の全線4車線化で豊見城道路とともに同国道の本線を移したため、沖縄県道256号豊見城糸満線に変更された。

## 交通

### 道路
- 沖縄県道250号糸満具志頭線
- 沖縄県道256号豊見城糸満線（沖縄西海岸道路豊見城道路・糸満道路開通前の旧国道331号）

### バス
以下の路線が当地域内を通っており、糸満入口と西崎入口（かつては第一製糖前だった）の2ヶ所のバス停がある（189番は糸満入口バス停のみ停車で、あとの路線は両方停車するが西崎入口バス停は路線によって停車する場所が異なる）。
- 81番・西崎向陽高校線（琉球バス交通、平日の朝夕のみ）　西崎入口は糸満ロータリー方面のみ停車
- 89番・糸満（高良）線（琉球バス交通・沖縄バス）　西崎入口は西崎経由のみ県道250号側、それ以外は県道256号（旧国道）側に停車
- 107番＆108番・南部循環線（琉球バス交通）　西崎入口は107番は那覇方面北行、108番は名城・糸満ロータリー方面南行のみそれぞれ停車
- 189番・糸満空港線（琉球バス交通）　糸満入口のみ停車

## 施設
- サンプラザいとまん（かつてこの敷地一帯は第一製糖だった）
  - タウンプラザかねひでかねひでいちゅまん市場（旧サンプラザいとまん店）
  - カインズFCサンプラザ糸満店
  - サンキサンプラザ糸満店
  - コメダ珈琲店沖縄糸満店
  - セブンイレブン糸満兼城サンプラザ糸満店（2019年7月に沖縄進出時にオープンした店舗の一つ）
- マックスバリュ糸満北店[4]
- いとまんコミュニティエフエム放送（FMたまん）
- TSUTAYA糸満店
- ケンタッキーフライドチキン糸満店

### かつてあった施設
- ロッテリア糸満店（1984年に開店したが2017年に閉店、跡地にはコメダ珈琲店が開店した）